# René Dionne
Pour les articles homonymes, voir Dionne.
René Dionne, né le (29 janvier 1929 à Saint-Philippe-de-Néri (Québec, Canada) et mort le 30 décembre 2009 , à Ottawa, est un critique littéraire franco-ontarien, un professeur émérite de l'Université d'Ottawa, et un spécialiste de la littérature franco-ontarienne. Il est l'époux de l'écrivaine et enseignante Gabrielle Poulin,.

## Ouvrages
- Antoine Gérin-Lajoie, homme de lettres, 1978
- La Patrie littéraire, 1760-1895, 1978
- Maria Chapdelaine : un roman à thèse?, 1981
- Le Québécois et sa littérature, 1984
- Anthologie de la poésie franco-ontarienne, des origines à nos jours, 1991
- Littérature régionale aux confins de l'histoire et de la géographie, 1993
- Anthologie la littérature franco-ontarienne des origines à nos jours. Tome I. Sudbury, Éditions Prise de parole, 592 p.
- Histoire de la littérature franco-ontarienne, des origines à nos jours. Les origines françaises (1610-1760). Tome I. Les origines franco-ontariennes (1760-1865), 1997, Sudbury, Éditions Prise de parole, 357 p.
- Anthologie de la poésie franco-ontarienne, des origines à nos jours, 1999
- Anthologie de la littérature franco-ontarienne des origines à nos jours, tome 2. 2000, Ottawa, Vermillon, 380 p.
- Histoire de la littérature franco-ontarienne des origines à nos jours. Tome II. La littérature des fonctionnaires (1865-1910), 2000, Ottawa, Vermillon, 386 p.
- Journal du père Dominique du Ranquet, 2000
- Bibliographie de la littérature franco-ontarienne (1610-1993), 2000
- Bibliographie de la critique de la littérature de France et d'ailleurs dans les revues canadiennes (1760-1899), 2001
- Le Droit. Journal culturel des Franco-Ontariens, 2002

## Honneurs
- Doctorat honorifique en lettres, de l'Université York, de Toronto
- Doctorat honorifique en lettres, de l'Université de Montréal